# Marek Rusin
Marek Czesław Rusin (ur. 16 września 1943 w Warszawie) – polski inżynier, nauczyciel akademicki, urzędnik państwowy, podsekretarz stanu w Ministerstwie Łączności (1990–2000) i kierownik tego resortu w latach 1991–1992.

## Życiorys
Absolwent VI Liceum Ogólnokształcącego im. Tadeusza Reytana w Warszawie (1960), gdzie działał w 1 Warszawskiej Drużynie Harcerskiej  im. Romualda Traugutta „Czarna Jedynka”. W 1965 ukończył studia na Wydziale Łączności Politechniki Warszawskiej. W 1976 uzyskał stopień doktora ze specjalnością w zakresie radioelektroniki. W 1966 został pracownikiem naukowym macierzystej uczelni, zajmował m.in. stanowiska adiunkta i docenta. Od 1970 zawodowo związany z Instytutem Radioelektroniki na PW.
W pracy badawczej zajął się techniką odbioru sygnałów radiowych, jak również miernictwem układów i systemów radiokomunikacyjnych. Jako główny konstruktor kierował opracowaniem pionierskiego zestawu do odbioru sygnałów pierwszych satelitów Ziemi (1969). Opracował też pierwszy w Polsce profesjonalny koder sygnału telewizyjnego w standardzie SECAM. Członek Stowarzyszenia Inżynierów Telekomunikacji (został skarbnikiem tej organizacji) oraz Stowarzyszenia Elektryków Polskich.
W latach 1990–2000 pełnił funkcję podsekretarza stanu w Ministerstwie Łączności. Od 1991 do 1993 zajmował stanowisko prezesa Państwowej Agencji Radiokomunikacyjnej. W rządzie Jana Olszewskiego kierował resortem łączności (1991–1992). W 1999 został członkiem powołanego wówczas rządowego zespołu negocjacyjnego w sprawie akcesji Polski do Unii Europejskiej; brał udział w negocjacjach dotyczących dwóch obszarów (telekomunikacja i techniki informacyjne oraz kultura i polityka audiowizualna). W okresie 2000–2002 był wiceprezesem Urzędu Regulacji Telekomunikacji. Pełnił później funkcję doradcy prezesa zarządu Telekomunikacji Polskiej oraz dyrektora NASK.

## Życie prywatne
Żonaty z Izabellą Rusinową, której zadedykował swoją książkę pt. Wizyjne przetworniki optoelektroniczne (1990). Ma dwóch synów (ur. 1969 i 1975).

## Odznaczenia i wyróżnienia
- Krzyż Oficerski Orderu Odrodzenia Polski (2011)[6][7]
- Złoty Krzyż Zasługi (1987)[1]
- Srebrny Krzyż Zasługi (1982)[1]
- Medal Komisji Edukacji Narodowej (2008)[1]
- Złoty Medal „Za zasługi dla obronności kraju” (2010)[1]
- Odznaka honorowa „Zasłużony dla Łączności” (2001)[1]
- Odznaka honorowa „Za Zasługi dla Warszawy” (1983)[1]
- Odznaka honorowa SEP (1992)[1]

## Wybrane publikacje
- Telewizja. Wizyjne przetworniki optoelektroniczne (1990)[8]
- Telewizja. Systemy transmisji (1990)[9]